# Лемурія (свято)
Лемурія (лат. Lemuria), Лемуралія (лат. Lemuralia) — свята мертвих у Стародавньому Римі. Вони проводилися 9, 11 і 13 травня. Вважали, що в ці дні душі блукають світом у вигляді примар-вампірів, яких називали лемурами або ларвами.
Батько сімейства вставав опівночі і обходив босоніж весь будинок, щоб відігнати духів. Після цього він мив руки у джерельній воді, клав у рот зерна чорних бобів, які потім перекидав через хату, не озираючись назад. При цьому він дев'ять разів повторював заклинання: «Це віддаю вам і цими бобами викупляю себе і своїх близьких». За повір'ям, невидимі духи йшли слідом за ним і збирали розсипані на землі боби. Після цього голова сім'ї знову омивався водою, брав мідний таз і бив у нього з усіх сил, просячи, щоб духи покинули будинок.

## Спадщина
На думку деяких істориків культури, Лемурія була християнізована як день пам'яті всіх християнських мучеників. Християни в римській Едесі 4-го століття відзначали це свято 13 травня. Пізніше, 13 травня 609 або 610 року, Папа Боніфацій IV переосвятив Римський пантеон на честь Пресвятої Богородиці та всіх мучеників; відтоді свято dedicatio Sanctae Mariae ad Martyres святкується в Римі і започаткувало святкування Дня Всіх Святих.